# Trattato di Parigi (novembre 1796)
Il trattato di Parigi del novembre 1796 si riferisce alla cessazione di ostilità tra la Repubblica Francese ai tempi del Direttorio e il Ducato di Parma retto da Ferdinando I di Parma, in seguito alla sconfitta nella prima Campagna d'Italia guidata da Napoleone Bonaparte.

## Premesse
Il 6 maggio 1796 il generale Napoleone Bonaparte, reduce dalla fresca sconfitta del Piemonte e nell'ambito delle operazioni belliche contro gli austriaci in Lombardia, occupò Piacenza e ne arrestò il governatore. Il Ducato di Parma, retto dai Borbone, era un nemico naturale della Francia rivoluzionaria nonostante le dichiarazioni di neutralità del duca Ferdinando che non aveva nessuna possibilità di opposizione senza l'aiuto dell'impero austriaco, e già il 9 maggio venne chiesto l'armistizio, concesso al costo di pesanti vessazioni finanziarie ed artistiche che, non potendo essere soddisfatte, furono il pretesto per l'occupazione anche di Parma il 20 giugno.

## Termini del trattato
Il 5 novembre 1796, ossia il 15 brumaio V, fu ratificato il trattato di pace a Parigi, con termini pesantissimi per i borbonici:
- pagamento di un milione e mezzo di franchi;
- consegna di beni in natura di approvvigionamento militare quali scarpe, buoi, avena, foraggi;
- requisizione di venti pregiate opere artistiche;
- mantenimento delle truppe francesi di presidio;
- ingresso di Parma in un'area di libero scambio commerciale con la Francia e l'Olanda;
- chiusura dei territori del ducato agli eserciti nemici della Francia.[3]

## Conseguenze
Come per i Savoia in Piemonte, la firma della resa concesse ai Borboni di Parma solo qualche anno in più sul trono. Le gravose clausole finanziarie erano di difficile soddisfazione, tanto che nel 1798 le autorità francesi rettificarono in alternativa il confine sul Po, staccando dal ducato a favore della Repubblica Cisalpina vari comuni come ad esempio gli odierni Monticelli Pavese, Fombio, Guardamiglio, San Rocco al Porto e Caselle Landi.